# Leslie Woods
Leslie Woods   (Reporoa, 6 de desembre de 1922 - Oxford, 15 d'abril de 2007) va ser un matemàtic i enginyer neozelandès.
Després d'una infància no infeliç, però sí difícil i solitària, en un paratge inhòspit de l'Illa del Nord, Woods no va començar la seva escolarització fins als nou anys, quan la família es va traslladar a Auckland. El 1939 va obtenir una beca per estudiar a la universitat d'Auckland, en la qual va començar els estudis d'enginyeria, però el 1941, després de trencar les relacions amb els seus pares, ho va deixar per allistar-se a la Força Aèria de Nova Zelanda, amb la qual va participar en diferents raids de la Guerra del Pacífic. En acabar la guerra el 1945, va canviar definitivament el seu cognom de naixement, Woodhead, pel de Woods i va retornar als seus estudis a Auckland, mentre donava classes vespertines. Es va graduar el 1947 i va obtenir una altra beca pel Merton College (Oxford). El 1950 va obtenir el títol de doctor-enginyer amb una tesi dirigida per Alexander Thom sobre dinàmica de fluids.
Després de treballar uns anys al Laboratori Nacional de Física del Regne Unit, va retornar al Pacífic per a ser professor de les universitats de Sydney (1954-1956) i de Nova Gal·les del Sud (1956-1960). El 1960 va retornar a Oxford on va romandre fins a la seva mort el 2007. El 1990 va passar a ser professor emèrit a la universitat d'Oxford.
La seva obra de recerca va ser en els camps de la termodinàmica, la dinàmica de fluids i la física del plasma, temes sobre els que va publicar una desena de llibres.